# Star Guitar
Star Guitar è un singolo del duo di musica elettronica britannico The Chemical Brothers, pubblicato nel 2002 ed estratto dall'album Come with Us.
È presente nel videogioco WRC II Extreme.

## Tracce
- CD (Europa)

1. Star Guitar (Edit) – 4:00
2. Base 6 – 6:34
3. Star Guitar (Pete Heller's Expanded Mix) – 8:30

## Video
Il videoclip della canzone è stato diretto da Michel Gondry.

## Classifiche
| Classifiche (2002) | Posizione massima |
| ------------------ | ----------------- |
| Regno Unito        | 8                 |